# 신당 (대만)

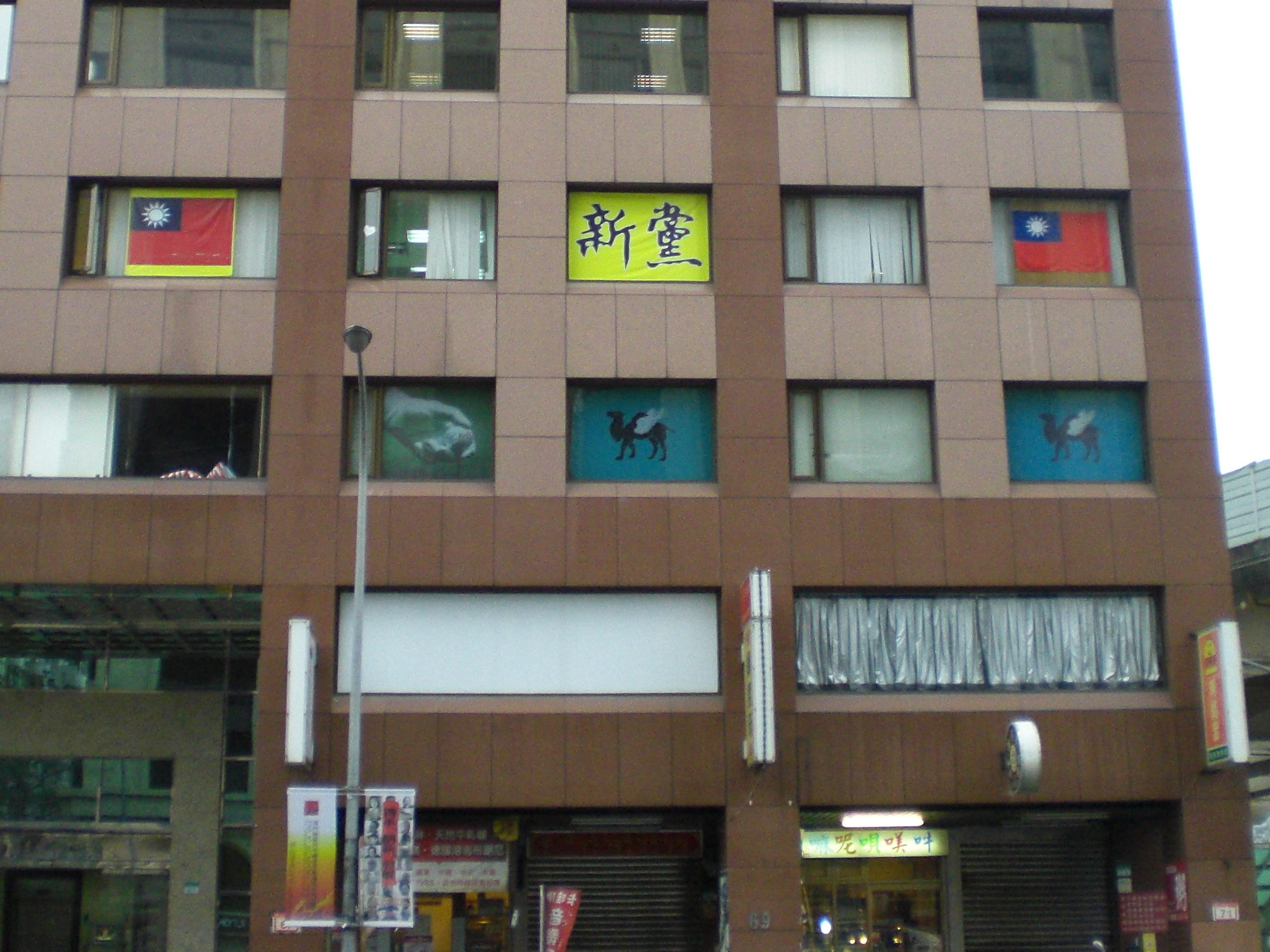
신당의 중앙 당사

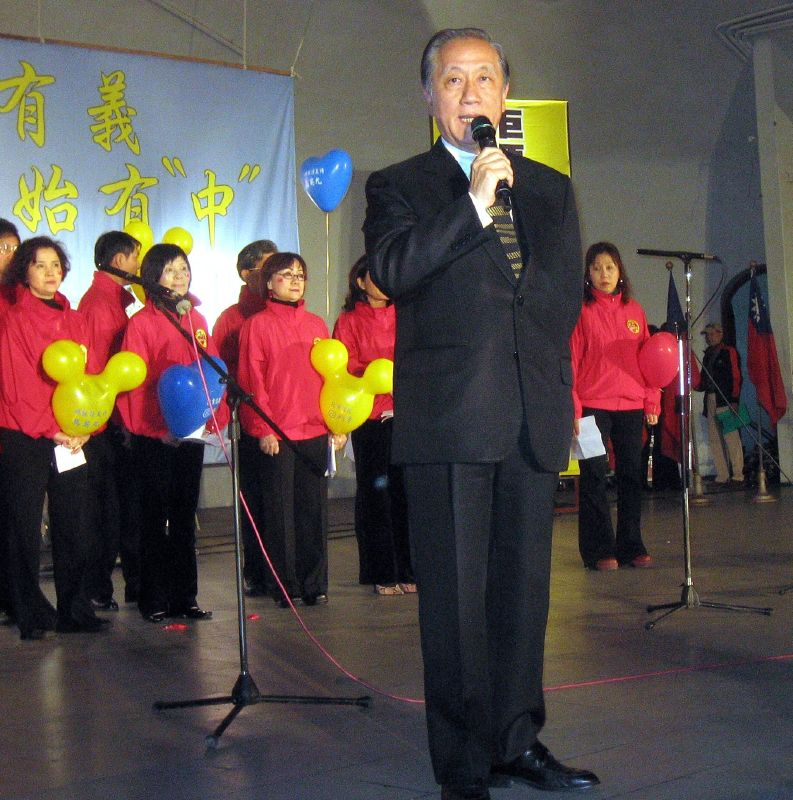
신당의 정당연설에 참가한 신당 대표 위무밍

신당(중국어: 新黨, New Party)은 중화민국의 정당이다. 중국의 재통일을 강하게 주장하고 있다.
1993년 리덩후이 총통의 독립 지향에 반발한 입법원 위원을 중심으로 결성되었다. 중국 국민당이나 친민당과 함께 중화민국 주도 아래 중국의 재통일을 주장하는 범람연맹에 속해 대륙과의 경제통합에 의한 '대중화경제권'을 주장하며 연맹 안에서도 중국 통일에 특히 적극적이다. 다만 중국 대륙에 가까운 진먼 현·롄장 현 및 타이베이시 이외의 지역에서의 지지도는 낮은 편이다. 2008년 1월에 행해진 제7회 입법 위원 선거에서는 의석을 확보할 수 없었다(비례 대표 득표율：3.95%). 2012년 1월에 행해진 제8회 입법 위원 선거에서는 의석을 확보할 수 없었다 (비례 대표 득표율：1.49%).

## 같이 보기
- 대만 문제